# Cúp quốc gia Scotland 2014–15
Cúp quốc gia Scotland 2014–15 là mùa giải thứ 130 của giải đấu bóng đá loại trực tiếp uy tín nhất Scotland. Giải đấu được tài trợ bởi công ty làm sách William Hill trong mùa giải thứ tư của hợp đồng tài trợ 5 năm.
Đương kim vô địch là St Johnstone, đội đánh bại Dundee United trong trận chung kết năm 2014, nhưng bị loại ở vòng Năm bởi Queen of the South.

## Thể thức và lịch thi đấu
22 câu lạc bộ tham gia vòng sơ loại: 2 đội từ Highland League, 5 đội từ Lowland League, 4 đội từ Junior và 11 đội khác thuộc Hiệp hội bóng đá Scotland. Có 6 trong các đội này được đi tiếp ở vòng Một, khi 14 đội Highland League, 6 đội Lowland League và 2 đội khác đăng ký tham gia.
Trong vòng Hai, tất cả 10 đội của Scottish League Two tham gia, cùng với 2 đội có thứ hạng cao nhất của Highland League mùa trước, 2 đội có thứ hạng cao nhất của Lowland League mùa trước và 18 đội thắng ở vòng Một. Tất cả 10 đội của Scottish League One và 6 đội Scottish Championship bắt đầu từ vòng Ba, trong khi 4 đội Championship còn lại và tất cả 12 đội Scottish Premiership tham gia vòng Bốn.
Lịch thi đấu cho mùa giải 2014–15 như sau:
| Vòng         | Ngày bốc thăm               | Ngày thi đấu đầu tiên        | Số trận đấu | Số trận đấu | Số đội tham gia |
| Vòng         | Ngày bốc thăm               | Ngày thi đấu đầu tiên        | Ban đầu     | Đấu lại     | Số đội tham gia |
| ------------ | --------------------------- | ---------------------------- | ----------- | ----------- | --------------- |
| Vòng sơ loại | Thứ Năm 17 tháng 7 năm 2014 | Thứ Bảy 16 tháng 8 năm 2014  | 8           | 2           | 90 → 82         |
| Vòng Một     | Thứ Ba 19 tháng 8 năm 2014  | Thứ Bảy 13 tháng 9 năm 2014  | 18          | 1           | 82 → 64         |
| Vòng Hai     | Thứ Hai 15 tháng 9 năm 2014 | Thứ Bảy 4 tháng 10 năm 2014  | 16          | 3           | 64 → 48         |
| Vòng Ba      | Thứ Hai 6 tháng 10 năm 2014 | Thứ Bảy 1 tháng 11 năm 2014  | 16          | 4           | 48 → 32         |
| Vòng Bốn     | Thứ Hai 3 tháng 11 năm 2014 | Thứ Bảy 29 tháng 11 năm 2014 | 16          | 4           | 32 → 16         |
| Vòng Năm     | Thứ Hai 1 tháng 12 năm 2014 | Thứ Bảy 7 tháng 2 năm 2015   | 8           | 1           | 16 → 8          |
| Tứ kết       | Thứ Hai 9 tháng 2 năm 2015  | Thứ Bảy 7 tháng 3 năm 2015   | 4           | 1           | 8 → 4           |
| Bán kết      | Chủ Nhật 8 tháng 3 năm 2015 | Thứ Bảy 18 tháng 4 năm 2015  | 2           | N/A         | 4 → 2           |
| Chung kết    | N/A                         | Thứ Bảy 30 tháng 5 năm 2015  | 1           | N/A         | 2 → 1           |

## Vòng sơ loại
Lễ bốc thăm vòng sơ loại diễn ra vào ngày 17 tháng 7 năm 2014 tại Commonwealth House, Glasgow.
Vòng này có sự tham gia của các đội sau:
- 2 đội từ Highland Football League (Cove Rangers và Fort William);
- 5 đội từ Lowland Football League (Dalbeattie Star, Edinburgh City, Edinburgh University, Gala Fairydean Rovers và Vale of Leithen);
- 11 đội từ South of Scotland League, East of Scotland League và các giải khác (Burntisland Shipyard, Civil Service Strollers, Coldstream, Girvan, Glasgow University, Golspie Sutherland, Hawick Royal Albert, Lothian Thistle HV, Newton Stewart, St Cuthbert Wanderers, Wigtown & Bladnoch); và
- 4 đội giành quyền từ Scottish Junior Football Association (Auchinleck Talbot, Bo'ness United, Culter và Hurlford United)

Có 6 đội được đi tiếp vào vòng Một (Bo'ness United, Coldstream, Culter, Dalbeattie Star, Girvan và Golspie Sutherland).
| 16 tháng 8 năm 2014 | Lothian Thistle HV | 3 – 0  | Burntisland Shipyard | Saugton Enclosure |  |
| 15:00               |                    | Report |                      |                   |  |

| 16 tháng 8 năm 2014 | Auchinleck Talbot | 5 – 1 | St Cuthbert Wanderers | Beechwood Park |
| 15:00               |                   |       |                       |                |

| 16 tháng 8 năm 2014 | Hurlford United | 2 – 2 | Edinburgh University | Blair Park |
| 15:00               |                 |       |                      |            |

| 16 tháng 8 năm 2014 | Glasgow University | 1 – 9 | Cove Rangers | Garscube Sports Complex - Field 3 |
| 15:00               |                    |       |              |                                   |

| 16 tháng 8 năm 2014 | Vale of Leithen | 0 – 1 | Gala Fairydean Rovers | Victoria Park |
| 15:00               |                 |       |                       |               |

| 16 tháng 8 năm 2014 | Newton Stewart | 2 – 2 | Hawick Royal Albert | Blairmount Park |
| 15:00               |                |       |                     |                 |

| 16 tháng 8 năm 2014 | Edinburgh City | 5 – 0 | Fort William | Meadowbank Stadium |
| 15:00               |                |       |              |                    |

| 16 tháng 8 năm 2014 | Wigtown & Bladnoch | 1 – 2 | Civil Service Strollers | Trammondford Park |
| 15:00               |                    |       |                         |                   |

### Đấu lại
| 23 tháng 8 năm 2014 | Hawick Royal Albert                        | 3 – 0 | Newton Stewart | Albert Park |  |
| 15:00               | G Ramsay 51' · N Cairns 56' · N Ramsay 71' |       |                |             |  |

| 23 tháng 8 năm 2014 | Edinburgh University | 0 – 5 | Hurlford United                                    | Pennypit Park |  |
| 15:00               |                      |       | McGregor 13' · Kean 44', 49', 61' · P McKenzie 71' |               |  |

## Vòng Một
Lễ bốc thăm vòng Một diễn ra vào ngày 19 tháng 8 năm 2014 tại Stirling Management Centre, University of Stirling.
Vòng này có sự tham gia của các đội bóng sau:
| 13 tháng 9 năm 2014 | Lossiemouth | 0 – 4 | Turriff United |  |
| 15:00               |             |       |                |  |

| 13 tháng 9 năm 2014 | Deveronvale | 0 – 1 | Nairn County |  |
| 15:00               |             |       |              |  |

| 13 tháng 9 năm 2014 | Selkirk | 0 – 4 | Bo'ness United |  |
| 15:00               |         |       |                |  |

| 13 tháng 9 năm 2014 | Gretna 2008 | 2 – 1 | Gala Fairydean Rovers |  |
| 15:00               |             |       |                       |  |

| 13 tháng 9 năm 2014 | Culter | 4 – 2 | Strathspey Thistle |  |
| 15:00               |        |       |                    |  |

| 13 tháng 9 năm 2014 | Clachnacuddin | 1 – 7 | Hurlford United |  |
| 15:00               |               |       |                 |  |

| 13 tháng 9 năm 2014 | Rothes | 0 – 4 | Banks O'Dee |  |
| 15:00               |        |       |             |  |

| 13 tháng 9 năm 2014 | Preston Athletic | 1 – 2 | Threave Rovers |  |
| 15:00               |                  |       |                |  |

| 13 tháng 9 năm 2014 | Forres Mechanics | 4 – 1 | Civil Service Strollers |  |
| 15:00               |                  |       |                         |  |

| 13 tháng 9 năm 2014 | Huntly | 2 – 1 | Wick Academy |  |
| 15:00               |        |       |              |  |

| 13 tháng 9 năm 2014 | Cove Rangers | 9 – 0 | Hawick Royal Albert |  |
| 15:00               |              |       |                     |  |

| 13 tháng 9 năm 2014 | Keith | 1 – 3 | Formartine United |  |
| 15:00               |       |       |                   |  |

| 13 tháng 9 năm 2014 | Edinburgh City | 2 – 1 | Coldstream |  |
| 15:00               |                |       |            |  |

| 13 tháng 9 năm 2014 | Fraserburgh | 0 – 0 | Linlithgow Rose |  |
| 15:00               |             |       |                 |  |

| 13 tháng 9 năm 2014 | Lothian Thistle HV | 0 – 1 | East Kilbride |  |
| 15:00               |                    |       |               |  |

| 13 tháng 9 năm 2014 | Golspie Sutherland | 1 – 4 | Dalbeattie Star |  |
| 15:00               |                    |       |                 |  |

| 13 tháng 9 năm 2014 | Auchinleck Talbot | 5 – 0 | Buckie Thistle |  |
| 15:00               |                   |       |                |  |

| 13 tháng 9 năm 2014 | Whitehill Welfare | 3 – 1 | Girvan |  |
| 15:00               |                   |       |        |  |

### Đấu lại
| 20 tháng 9 năm 2014 | Linlithgow Rose | 2 – 1 | Fraserburgh |  |
| 15:00               |                 |       |             |  |

## Vòng Hai
Lễ bốc thăm vòng Hai diễn ra vào ngày 15 tháng 9 năm 2014 lúc 2pm tại Hampden Park.
Vòng này có sự tham gia của tất cả các đội chiến thắng vòng Một, 2 đội có thứ hạng cao nhất của Lowland & Highland Leagues mùa trước & tất cả các câu lạc bộ thi đấu ở Scottish League Two:
| 4 tháng 10 năm 2014 | Linlithgow Rose | 5 – 1 | Dalbeattie Star | Prestonfield, Linlithgow                  |  |
| 15:00               |                 |       |                 | Lượng khán giả: 645 Trọng tài: David Lowe |  |

| 4 tháng 10 năm 2014 | Edinburgh City | 2 – 1 | Auchinleck Talbot | Meadowbank Stadium, Edinburgh               |  |
| 15:00               |                |       |                   | Lượng khán giả: 573 Trọng tài: Mike Roncone |  |

| 4 tháng 10 năm 2014 | Nairn County | 2 – 1 | Huntly | Station Park, Nairn                         |  |
| 15:00               |              |       |        | Lượng khán giả: 207 Trọng tài: Graham Elder |  |

| 4 tháng 10 năm 2014 | Arbroath | 2 – 2 | Montrose | Gayfield Park, Arbroath                   |  |
| 15:00               |          |       |          | Lượng khán giả: 902 Trọng tài: Nick Walsh |  |

| 4 tháng 10 năm 2014 | East Fife | 7 – 0 | Threave Rovers | Bayview Stadium, Methil                   |  |
| 15:00               |           |       |                | Lượng khán giả: 417 Trọng tài: Gavin Ross |  |

| 4 tháng 10 năm 2014 | Spartans | 3 – 3 | East Kilbride | Ainslie Park, Edinburgh                    |  |
| 15:00               |          |       |               | Lượng khán giả: 285 Trọng tài: David Munro |  |

| 4 tháng 10 năm 2014 | Bo'ness United | 7 – 1 | Culter | Newtown Park, Bo'ness                       |  |
| 15:00               |                |       |        | Lượng khán giả: 660 Trọng tài: Grant Irvine |  |

| 4 tháng 10 năm 2014 | Berwick Rangers | 2 – 0 | Formartine United | Shielfield Park, Berwick-upon-Tweed          |  |
| 15:00               |                 |       |                   | Lượng khán giả: 347 Trọng tài: Alan Newlands |  |

| 4 tháng 10 năm 2014 | Brora Rangers | 5 – 0 | Banks O'Dee | Dudgeon Park, Brora                        |  |
| 15:00               |               |       |             | Lượng khán giả: 250 Trọng tài: Steven Reid |  |

| 4 tháng 10 năm 2014 | Cove Rangers | 1 – 2 | Annan Athletic | Allan Park, Cove Bay                        |  |
| 15:00               |              |       |                | Lượng khán giả: 240 Trọng tài: Craig Napier |  |

| 4 tháng 10 năm 2014 | Elgin City | 0 – 0 | Forres Mechanics | Borough Briggs, Elgin                          |  |
| 15:00               |            |       |                  | Lượng khán giả: 1,128 Trọng tài: Graham Fraser |  |

| 4 tháng 10 năm 2014 | Whitehill Welfare | 0 – 1 | East Stirlingshire | Ferguson Park, Rosewell                        |  |
| 15:00               |                   |       |                    | Lượng khán giả: 350 Trọng tài: Steven Kirkland |  |

| 4 tháng 10 năm 2014 | Inverurie Loco Works | 0 – 3 | Hurlford United | Harlaw Park, Inverurie                       |  |
| 15:00               |                      |       |                 | Lượng khán giả: 385 Trọng tài: Graham Beaton |  |

| 4 tháng 10 năm 2014 | Gretna 2008 | 0 – 1 | Queen's Park | Raydale Park, Gretna                       |  |
| 15:00               |             |       |              | Lượng khán giả: 380 Trọng tài: Mike Taylor |  |

| 4 tháng 10 năm 2014 | Turriff United | 0 – 3 | Clyde | The Haughs, Turriff                       |  |
| 15:00               |                |       |       | Lượng khán giả: 494 Trọng tài: Ryan Milne |  |

| 5 tháng 10 năm 2014 | Stirling University | 1 – 4 | Albion Rovers | Forthbank Stadium, Stirling                 |  |
| 15:00               |                     |       |               | Lượng khán giả: 292 Trọng tài: Colin Steven |  |

### Đấu lại
| 11 tháng 10 năm 2014 | East Kilbride | 1 – 5 | Spartans | K Park, East Kilbride                      |  |
| 14:00                |               |       |          | Lượng khán giả: 421 Trọng tài: David Munro |  |

| 11 tháng 10 năm 2014 | Montrose | 1 – 3 (s.h.p.) | Arbroath | Links Park, Montrose                      |  |
| 14:00                |          |                |          | Lượng khán giả: 789 Trọng tài: Nick Walsh |  |

| 11 tháng 10 năm 2014 | Forres Mechanics | 1 – 3 | Elgin City | Mosset Park, Forres                          |  |
| 15:00                |                  |       |            | Lượng khán giả: 865 Trọng tài: Graham Fraser |  |

## Vòng Ba
Lễ bốc thăm vòng Ba diễn ra vào ngày 6 tháng 10 năm 2014 lúc 2pm tại Usher Hall, Edinburgh.
Vòng này có sự tham gia của tất cả các đội thắng ở vòng Hai, các đội đang thi đấu ở Scottish League One & các câu lạc bộ tham dự Scottish Championship với 6 vị thứ thấp nhất ở mùa trước.
| 1 tháng 11 năm 2014 | Hurlford United | 1 – 1 | Stirling Albion | Blair Park, Hurlford |  |
| 14:00               | Kean 10'        |       | Smith 78'       | Lượng khán giả: 551  |  |

| 1 tháng 11 năm 2014 | Linlithgow Rose | 0 – 2 | Raith Rovers | Prestonfield, Linlithgow |  |
| 14:00               |                 |       |              | Lượng khán giả: 2250     |  |

| 1 tháng 11 năm 2014 | East Fife | 2 – 3 | Berwick Rangers | Bayview Stadium, Methil |  |
| 15:00               |           |       |                 | Lượng khán giả: 477     |  |

| 1 tháng 11 năm 2014 | Forfar Athletic | 1 – 3 | Cowdenbeath | Station Park, Forfar |  |
| 15:00               |                 |       |             | Lượng khán giả: 592  |  |

| 1 tháng 11 năm 2014 | Edinburgh City | 2 – 3 | Brora Rangers | Meadowbank Stadium, Edinburgh |  |
| 15:00               |                |       |               | Lượng khán giả: 601           |  |

| 1 tháng 11 năm 2014 | Stenhousemuir | 1 – 2 | Brechin City | Ochilview Park, Stenhousemuir |  |
| 15:00               |               |       |              | Lượng khán giả: 451           |  |

| 1 tháng 11 năm 2014 | Arbroath | 2 – 1 | Nairn County | Gayfield Park, Arbroath |
| 15:00               |          |       |              |                         |

| 1 tháng 11 năm 2014 | Elgin City | 4 – 4 | Bo'ness United | Borough Briggs, Elgin |
| 15:00               |            |       |                |                       |

| 1 tháng 11 năm 2014 | Annan Athletic | 3 – 2 | Livingston | Galabank, Annan     |  |
| 15:00               |                |       |            | Lượng khán giả: 560 |  |

| 1 tháng 11 năm 2014 | Dumbarton | 0 – 1 | Rangers | Bet Butler Stadium, Dumbarton |  |
| 15:00               |           |       |         | Lượng khán giả: 1878          |  |

| 1 tháng 11 năm 2014 | Queen's Park | 1 – 2 | Albion Rovers | Excelsior Stadium, Airdrie |
| 15:00               |              |       |               |                            |

| 1 tháng 11 năm 2014 | Greenock Morton | 0 – 0 | Airdrieonians | Cappielow Park, Greenock |  |
| 15:00               |                 |       |               | Lượng khán giả: 1420     |  |

| 1 tháng 11 năm 2014 | Ayr United | 1 – 1 | Alloa Athletic | Somerset Park, Ayr |
| 15:00               |            |       |                |                    |

| 1 tháng 11 năm 2014 | Spartans | 2 – 0 | Clyde | Ainslie Park, Edinburgh |
| 15:00               |          |       |       |                         |

| 1 tháng 11 năm 2014 | Peterhead | 0 – 1 | Stranraer | Balmoor, Peterhead |
| 15:00               |           |       |           |                    |

| 2 tháng 11 năm 2014 | East Stirlingshire | 1 – 4 | Dunfermline Athletic | Ochilview Park, Stenhousemuir |
| 15:00               |                    |       |                      |                               |

### Đấu lại
| 8 tháng 11 năm 2014 | Bo'ness United | 5 – 4  | Elgin City | Newtown Park, Bo'ness                       |  |
| 13:30               |                | Report |            | Lượng khán giả: 1,280 Trọng tài: Nick Walsh |  |

| 8 tháng 11 năm 2014 | Stirling Albion | 2 – 2 (s.h.p.) (13 – 12 p) | Hurlford United | Forthbank Stadium, Stirling               |  |
| 15:00               |                 | Report                     |                 | Lượng khán giả: 567 Trọng tài: Gavin Ross |  |

| 11 tháng 11 năm 2014 | Airdrieonians | 0 – 2  | Greenock Morton    | Excelsior Stadium, Airdrie                    |  |
| 19:45                |               | Report | Barrowman 36', 77' | Lượng khán giả: 668 Trọng tài: George Salmond |  |

| 11 tháng 11 năm 2014 | Alloa Athletic                                 | 4 – 0  | Ayr United | Indodrill Stadium, Alloa                     |  |
| 19:45                | Buchanan 24' · Meggatt 28' · Docherty 33', 60' | Report |            | Lượng khán giả: 420 Trọng tài: Don Robertson |  |

## Vòng Bốn
Lễ bốc thăm vòng Bốn diễn ra vào ngày 3 tháng 11 năm 2014 lúc 2pm tại Hampden Park, Glasgow trực tiếp trên Sky Sports News HQ.
Vòng này có sự tham gia của tất cả các đội thắng ở vòng Ba, các câu lạc bộ hiện đang thi đấu ở Scottish Championship với 4 vị thứ cao nhất mùa trước và tất cả câu lạc bộ đang thi đấu ở Scottish Premiership.
| 29 tháng 11 năm 2014 | Dundee                   | 2 – 1  | Aberdeen          | Dens Park, Dundee                       |  |
| 12:15                | Konrad 4' · Clarkson 90' | Report | Konrad 17' (l.n.) | Lượng khán giả: 5,956 Trọng tài: McLean |  |

| 29 tháng 11 năm 2014 | Bo'ness United | 0 – 5  | Arbroath                                      | Newtown Park, Bo'ness                             |  |
| 13:30                |                | Report | S. Murray 27', 69', 75' · P. McManus 68', 76' | Lượng khán giả: 1,769 Trọng tài: Craig Charleston |  |

| 29 tháng 11 năm 2014 | St Johnstone                 | 2 – 1  | Ross County | McDiarmid Park, Perth                        |  |
| 15:00                | O'Halloran 7' · McFadden 12' | Report | Jervis 63'  | Lượng khán giả: 2,383 Trọng tài: John Beaton |  |

| 29 tháng 11 năm 2014 | St Mirren     | 1 – 1  | Inverness CT | St Mirren Park, Paisley                       |  |
| 15:00                | McAusland 17' | Report | Meekings 63' | Lượng khán giả: 1,957 Trọng tài: Calum Murray |  |

| 29 tháng 11 năm 2014 | Stirling Albion | 0 – 2  | Raith Rovers             | Forthbank Stadium, Stirling                |  |
| 15:00                |                 | Report | McKay 44' · Anderson 54' | Lượng khán giả: 912 Trọng tài: Greg Aitken |  |

| 29 tháng 11 năm 2014 | Queen of the South                            | 4 – 1  | Brora Rangers | Palmerston Park, Dumfries                        |  |
| 15:00                | Lyle 3' · Reilly 61' · Russell 71' · Kidd 80' | Report | A. Greig 65'  | Lượng khán giả: 1,434 Trọng tài: John McKendrick |  |

| 29 tháng 11 năm 2014 | Stranraer | 2 – 2  | Dunfermline Athletic | Stair Park, Stranraer                     |  |
| 15:00                |           | Report |                      | Lượng khán giả: 489 Trọng tài: Des Roache |  |

| 29 tháng 11 năm 2014 | Falkirk | 1 – 0  | Cowdenbeath | Falkirk Stadium, Falkirk                   |  |
| 15:00                |         | Report |             | Lượng khán giả: 1,237 Trọng tài: Alan Muir |  |

| 29 tháng 11 năm 2014 | Spartans | 2 – 1  | Greenock Morton | Ainslie Park, Edinburgh                        |  |
| 15:00                |          | Report |                 | Lượng khán giả: 1,288 Trọng tài: Euan Anderson |  |

| 29 tháng 11 năm 2014 | Berwick Rangers | 1 – 1  | Albion Rovers | Shielfield Park, Berwick-upon-Tweed           |  |
| 15:00                |                 | Report |               | Lượng khán giả: 439 Trọng tài: Mat Northcroft |  |

| 29 tháng 11 năm 2014 | Annan Athletic | 1 – 1  | Brechin City | Galabank, Annan                           |  |
| 15:00                |                | Report |              | Lượng khán giả: 440 Trọng tài: Barry Cook |  |

| 29 tháng 11 năm 2014 | Alloa Athletic | 1 – 2  | Hibernian | Indodrill Stadium, Alloa                      |  |
| 15:00                |                | Report |           | Lượng khán giả: 2,138 Trọng tài: Bobby Madden |  |

| 29 tháng 11 năm 2014 | Motherwell | 1 – 2  | Dundee United | Fir Park, Motherwell                           |  |
| 15:00                |            | Report |               | Lượng khán giả: 4,827 Trọng tài: Craig Thomson |  |

| 29 tháng 11 năm 2014 | Partick Thistle | 2 – 0  | Hamilton Academical | Firhill Stadium, Maryhill, Glasgow            |  |
| 15:00                |                 | Report |                     | Lượng khán giả: 2,467 Trọng tài: Kevin Clancy |  |

| 30 tháng 11 năm 2014 | Rangers                 | 3 – 0  | Kilmarnock | Ibrox Stadium, Glasgow                         |  |
| 12:45                | Law 19', 84' · Boyd 72' | Report |            | Lượng khán giả: 14,412 Trọng tài: Brian Colvin |  |

| 30 tháng 11 năm 2014 | Heart of Midlothian | 0 – 4  | Celtic                                                | Tynecastle Stadium, Gorgie, Edinburgh            |  |
| 15:15                |                     | Report | Van Dijk 29', 61' · Guidetti 52' (ph.đ.) · Stokes 54' | Lượng khán giả: 12,676 Trọng tài: William Collum |  |

### Đấu lại
| 2 tháng 12 năm 2014 | Inverness CT                                                   | 4 – 0  | St Mirren | Caledonian Stadium, Inverness                 |  |
| 19:45               | Warren 20' · Tansey 23' (ph.đ.) · Williams 67' · Shinnie 90+2' | Report |           | Lượng khán giả: 1,326 Trọng tài: Calum Murray |  |

| 9 tháng 12 năm 2014 | Dunfermline Athletic | 1 – 3  | Stranraer                                 | East End Park, Dunfermline                  |  |
| 19:45               | Millen 62' (ph.đ.)   | Report | Winter 32' · Stirling 57' · Longworth 90' | Lượng khán giả: 1,436 Trọng tài: Des Roache |  |

| 9 tháng 12 năm 2014 | Albion Rovers | 0 – 1  | Berwick Rangers | Cliftonhill, Coatbridge                       |  |
| 19:45               | Mullin 83'    | Report | Russell 80'     | Lượng khán giả: 311 Trọng tài: Mat Northcroft |  |

| 9 tháng 12 năm 2014 | Brechin City                        | 4 – 2  | Annan Athletic             | Glebe Park, Brechin                       |  |
| 19:45               | Jackson 4', 11', 27' · Hamilton 72' | Report | Davidson 68' · Hopkirk 76' | Lượng khán giả: 224 Trọng tài: Barry Cook |  |

## Vòng Năm
Lễ bốc thăm vòng Năm diễn ra vào ngày 1 tháng 12 năm 2014 lúc 2pm tại Hampden Park, Glasgow trực tiếp trên Sky Sports News HQ.
Vòng này có sự tham gia của tất cả các đội thắng ở vòng Bốn.
| 7 tháng 2 năm 2015 | Dundee | 0 – 2  | Celtic                      | Dens Park, Dundee                            |  |
| 12:30              |        | Report | Griffiths 7' · Johansen 47' | Lượng khán giả: 7,525 Trọng tài: John Beaton |  |

| 7 tháng 2 năm 2015 | Queen of the South    | 2 – 0  | St Johnstone | Palmerston Park, Dumfries                      |  |
| 15:00              | Lyle 48' · Reilly 90' | Report |              | Lượng khán giả: 3,043 Trọng tài: Steven McLean |  |

| 7 tháng 2 năm 2015 | Hibernian                                     | 3 – 1  | Arbroath    | Easter Road, Edinburgh                         |  |
| 15:00              | Djédjé 42' · Gordon 60' (l.n.) · McGeouch 68' | Report | Stewart 17' | Lượng khán giả: 9,065 Trọng tài: Andrew Dallas |  |

| 7 tháng 2 năm 2015 | Falkirk                   | 2 – 1  | Brechin City        | Falkirk Stadium, Falkirk                         |  |
| 15:00              | McCracken 11' · Smith 79' | Report | Trouten 55' (ph.đ.) | Lượng khán giả: 2,083 Trọng tài: John McKendrick |  |

| 7 tháng 2 năm 2015 | Partick Thistle | 1 – 2  | Inverness CT             | Firhill Stadium, Maryhill, Glasgow             |  |
| 15:00              | Taylor 67'      | Report | Watkins 16' · Tansey 27' | Lượng khán giả: 2,915 Trọng tài: Willie Collum |  |

| 7 tháng 2 năm 2015 | Spartans      | 1 – 1  | Berwick Rangers | Ainslie Park, Edinburgh                        |  |
| 15:00              | MacKinnon 90' | Report | Willis 4'       | Lượng khán giả: 2,500 Trọng tài: Don Robertson |  |

| 8 tháng 2 năm 2015 | Stranraer | 0 – 3  | Dundee United              | Stair Park, Stranraer                         |  |
| 12:30              |           | Report | Erskine 21' · Dow 27', 31' | Lượng khán giả: 1,491 Trọng tài: Kevin Clancy |  |

| 8 tháng 2 năm 2015 | Rangers    | 1 – 2  | Raith Rovers          | Ibrox Stadium, Glasgow                         |  |
| 15:00              | Vučkić 62' | Report | Conroy 54' · Nadé 75' | Lượng khán giả: 11,422 Trọng tài: Bobby Madden |  |

### Đấu lại
| 17 tháng 2 năm 2015 | Berwick Rangers | 1 – 0  | Spartans | Shielfield Park, Berwick-upon-Tweed          |  |
| 20:00               | Lavery 29'      | Report |          | Lượng khán giả: 2,003 Trọng tài: Greg Aitken |  |

## Tứ kết
Lễ bốc thăm vòng tứ kết diễn ra vào ngày 9 tháng 2 năm 2015 lúc 2pm tại Hampden Park, Glasgow trực tiếp trên Sky Sports News HQ.
Vòng này có sự tham gia của tất cả các đội thắng ở vòng Năm.
| 6 tháng 3 năm 2015 | Queen of the South | 0 – 1  | Falkirk     | Palmerston Park, Dumfries                     |  |
| 19:35              |                    | Report | Sibbald 34' | Lượng khán giả: 2,833 Trọng tài: Kevin Clancy |  |

| 8 tháng 3 năm 2015 | Hibernian                                                 | 4 – 0  | Berwick Rangers | Easter Road, Edinburgh                         |  |
| 12:45              | Cummings 26' · Stevenson 28' · Stanton 66' · Fontaine 82' | Report |                 | Lượng khán giả: 11,529 Trọng tài: Bobby Madden |  |

| 8 tháng 3 năm 2015 | Dundee United                              | 1 – 1  | Celtic                       | Tannadice Park, Dundee                          |  |
| 15:30              | Paton 11' · Çiftçi 45' (ph.đ.) · Dixon 49' | Report | Van Dijk 11' · Griffiths 71' | Lượng khán giả: 10,504 Trọng tài: Craig Thomson |  |

| 10 tháng 3 năm 2015 | Inverness CT | 1 – 0  | Raith Rovers | Caledonian Stadium, Inverness                   |  |
| 19:45               | Devine 63'   | Report |              | Lượng khán giả: 2,276 Trọng tài: Crawford Allan |  |

### Đấu lại
| 18 tháng 3 năm 2015 | Celtic                                                                | 4 – 0  | Dundee United | Celtic Park, Glasgow                           |  |
| 19:45               | Denayer 17' · Griffiths 57' · Commons 79' · Stokes 87' · Van Dijk 90' | Report | McGowan 89'   | Lượng khán giả: 28,847 Trọng tài: Calum Murray |  |

## Bán kết
Lễ bốc thăm vòng bán kết diễn ra vào ngày 8 tháng 3 năm 2015 tại Tannadice Park, Dundee trực tiếp Sky Sports 1 ngay sau trận tứ kết giữa Dundee United v Celtic.
Vòng này có sự tham gia của tất cả các đội thắng ở tứ kết và các trận đấu đều diễn ra ở Hampden Park.
| 18 tháng 4 năm 2015 | Hibernian | 0 – 1  | Falkirk     | Hampden Park, Glasgow                         |  |
| 12:15               |           | Report | Sibbald 75' | Lượng khán giả: 21,227 Trọng tài: John Beaton |  |

| 19 tháng 4 năm 2015 | Inverness CT                                | 3 – 2 (s.h.p.) | Celtic                                    | Hampden Park, Glasgow                           |  |
| 12:15               | Tansey 58' (ph.đ.) · Ofere 96' · Raven 117' | Report         | Van Dijk 18' · Gordon 55' · Guidetti 103' | Lượng khán giả: 28,643 Trọng tài: Steven McLean |  |

## Chung kết
| Falkirk   | 1 – 2  | Inverness CT                             |
| --------- | ------ | ---------------------------------------- |
| Grant 80' | Report | Watkins 38' · Tremarco 75' · Vincent 86' |

## Phủ sóng truyền thông
Từ vòng Bốn trở đi, các trận đấu được lựa chọn từ Cúp quốc gia Scotland được truyền hình trực tiếp ở Ireland và Vương quốc Liên hiệp Anh và Bắc Ireland bởi BBC Scotland và Sky Sports. BBC Scotland có quyền lựa chọn phát sóng một trận mỗi vòng và Sky Sports phát sóng hai trận mỗi vòng và một trận đấu lại, Sky Sports phát sóng cả hai trận bán kết trong khi đó là một trận ở BBC Scotland & cả hai kênh đều phát sóng trực tiếp trận chung kết.
Các trận đấu sau được truyền hình trực tiếp.
| Vòng      | Sky Sports                                           | BBC Scotland                  |
| --------- | ---------------------------------------------------- | ----------------------------- |
| Vòng Bốn  | Rangers vs Kilmarnock Hearts vs Celtic               | Dundee vs Aberdeen            |
| Vòng Năm  | Dundee vs Celtic Stranraer vs Dundee United          | Rangers vs Raith Rovers       |
| Tứ kết    | Hibernian vs Berwick Rangers Dundee United vs Celtic | Queen of the South vs Falkirk |
| Bán kết   | Hibernian vs Falkirk Inverness CT vs Celtic          | Hibernian vs Falkirk          |
| Chung kết | Falkirk vs Inverness CT                              | Falkirk vs Inverness CT       |